# فدریکو ماریگوسو
فدریکو ماریگوسو (انگلیسی: Federico Marigosu؛ زادهٔ ۲۱ آوریل ۲۰۰۱) بازیکن فوتبال است.
وی همچنین در تیم‌های ملی فوتبال زیر ۱۶ سال ایتالیا و زیر ۱۹ سال ایتالیا بازی کرده‌است.